# Habenaria entomantha
Habenaria entomantha är en orkidéart som först beskrevs av Juan José Martinez de Lexarza, och fick sitt nu gällande namn av John Lindley. Habenaria entomantha ingår i släktet Habenaria och familjen orkidéer. Inga underarter finns listade i Catalogue of Life.